# Шемберг (Округ Калв)
Шемберг (њем. Schömberg) општина је у њемачкој савезној држави Баден-Виртемберг. Једно је од 25 општинских средишта округа Калв. Према процјени из 2010. у општини је живјело 8.510 становника. Посједује регионалну шифру (AGS) 8235065.

## Географски и демографски подаци
Шемберг се налази у савезној држави Баден-Виртемберг у округу Калв. Општина се налази на надморској висини од 650 метара. Површина општине износи 37,2 km². У самом мјесту је, према процјени из 2010. године, живјело 8.510 становника. Просјечна густина становништва износи 229 становника/km².